# Első sziléziai háború
Az első sziléziai háború (1740–42) az osztrák örökösödési háború (1740–48) egyik részkonfliktusa, a Szilézia birtoklásáért folytatott porosz–osztrák háborúk első felvonása volt.

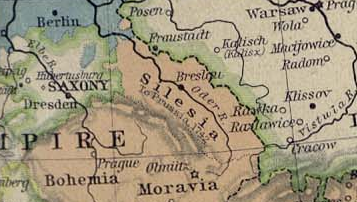
Szilézia 1740-ben

## Előzmények
Az első sziléziai háború VI. Károly német-római császár halála (1740. október 20.) után tört ki. A Károly által 1713. április 19-én kiadott Pragmatica sanctio értelmében a Habsburg-család nőága is örökölhette a koronát, így az 1717-ben született Mária Terézia is.
Habár a legtöbb állam még VI. Károly életében elismerte a Pragmatica sanctiót, 1740-ben bekövetkezett halálát követően II. Frigyes porosz király és Károly Albert bajor választófejedelem (a későbbi VII. Károly császár) kétségbe vonta annak érvényességét.
Károly Albert igényt tartott a császári koronára, valamint az osztrák főhercegségre (nagyjából a mai Alsó- és Felső-Ausztria területére) és a cseh koronára.
II. Frigyes a Habsburg Birodalom területéből Sziléziára tartott igényt a Pragmatica sanctio elismerése ellenében. A követelései támasztásakor az 1537-es liegnitzi örökösödési szerződésre hivatkozott, mely szerint a liegnitzi, wohlaui és briegi fejedelemségek a sziléziai Piastok kihalása esetén a Brandenburgi Választófejedelemséghez kerülnek. Az örökösödési szerződést már akkor megtámadta I. Ferdinánd, és 1546-ban hatályon kívül helyezték. Mikor 1675-ben a sziléziai Piast nemzetség ténylegesen kihalt, Frigyes Vilmos brandenburgi választófejedelem (a „nagy választó”) többször is jelezte I. Lipót császárnál, hogy igényt tart a sziléziai fejedelemségekre, de a császár az igényeit visszautasította. Miután 1685-ben XIV. Lajos a nantes-i ediktumot hatályon kívül helyezte Franciaországban, Frigyes Vilmos kénytelen volt szövetségre lépni a Habsburg császárral, és ezért a következő évben (1686) vele kötött szövetségi szerződésben lemondott a követeléseiről. Cserébe azt hitte, megkaphatja a Szilézia északi részén található schwiebusi járást. A berlini osztrák követ ezzel egyidőben Frigyes trónörökössel egy titkos megállapodást kötött, melynek értelmében utóbbi kötelezte magát arra, hogy trónra lépése után visszaadja ezt a területet Bécsnek. Apja halála után a császár emlékeztette az ígéretére, és 1695-ben a terület visszaadását követelte, Frigyes ellenállt, és arra hivatkozott, hogy a szerződést hamis tények ismertetése hatására írta alá, így a sziléziai területekről való lemondása érvényét veszítette, és ezek az igényei továbbra is megvannak. Brandenburgban a későbbiek során is ezt az álláspontot képviselték.
Szövetség jött létre Poroszország, Franciaország, Szászország, a kölni választófejedelem, Spanyolország, Svédország és a Nápolyi Királyság között, mely a Habsburg Birodalom meggyengítését tűzte ki céljául. A Habsburgokkal az Egyesült Királyság, a Szárd Királyság, Hollandia és az Orosz Birodalom lépett szövetségre.
1740. november 8-án Poroszországban mozgósították a Szilézia megszállására kijelölt csapatokat. A támadási terv szerint két hadtestnek kellett megszállnia a tartományt. Az első hadtest 20 zászlóaljból, 32 lovasszázadból és 34 ágyúból, míg a második hadtest 7 zászlóaljból, 10 lovasszázadból és 8 ágyúból állt. Sziléziában 1740 októberében mindössze egy 1539 főt számláló osztrák gyalogezred, valamint egy 300 fős önkéntes század állomásozott. December közepéig három gyalogezredre, egy önkéntes századra és nyolc dragonyos századra emelték az itteni csapatok erejét, összesen 7359 fővel, melyből 1178 Glogau erődjét védte.

## Folyamata

### Szilézia porosz megszállása
1740. december 11-én II. Frigyes ultimátumot adott Szilézia átadására. Ezért cserébe elismerte volna a Pragmatica sanctio érvényességét, és az osztrák társuralkodónak, Ferencnek – az elhunyt VI. Károly császár vejének, Mária Terézia férjének – császárrá való koronázását támogatta volna. Frigyes az osztrák választ meg sem várta, hanem december 16-án egy 27 000 fős sereggel bemasírozott Sziléziába. A lakosság protestáns része felszabadítóként üdvözölte a poroszokat.
Január végére Sziléziát megtisztították az osztrák csapatoktól. Csak Glogau, Brieg és Neiße erődjeiben maradtak még hátra gyenge osztrák helyőrségek, melyeket a poroszok körülzártak. A porosz sereg többi része téli szállásra vonult.

### Az 1741-es tavaszi hadműveletek
- 1741. február 27. – baumgarteni ütközet
- 1741. március 9. – az anhalt-dessaui fejedelem, Lipót rohammal beveszi Glogau erődjét.

Márciusban Wilhelm Reinhard von Neipperg tábornagy egy 17 zászlóaljból, 8 gránátos századból és 13 lovasezredből álló, összesen 15 000 főt számláló sereget gyülekeztetett Olmütznél, hogy innen kiindulva a nehéz helyzetben lévő Neiße és Brieg erődök helyőrségét felmentse.
- 1741. április 10. – mollwitzi csata: a Kurt von Schwerin gróf vezette porosz csapatok győznek
- 1741. május – Brieg lövetése
- 1741. június 5. – Breslauban Poroszország és Franciaország 15 évre védelmi szövetséget köt
- 1741. július 22. – rothschloßi ütközet
- 1741. augusztus 10. – Breslau megszállása
- 1741. október 9. – fegyverszünet kötése Klein Schnellendorfban
- 1741. november 26. – a franciák, szászok és bajorok megrohanják Prágát
- 1741. december – Frigyes betör Csehországba, amit azzal indokol, hogy az osztrákok nem tartották magukat a Klein-Schnellendorfban megkötött fegyverszüneti megállapodáshoz
- 1741. december 26. – a poroszok elfoglalják Olmützöt.

### Az 1742-es hadműveletek
- 1742. március 14. – ütközet Leschnél (Lösch, ma Líšeň, Brünn egyik városrésze)
- 1742. május 17. – chotusitzi csata - II. Frigyes legyőzi Lotharingiai Károly seregét.
- 1742. május 28. – békemegállapodás
- 1742. június – előzetes békekötés Breslauban, melyben Poroszország Felső- és Alsó-Sziléziát, valamint Glatz grófságot kapta. Eredetileg Szilézia felosztásából indultak ki, mely szerint Felső-Szilézia Ausztriánál maradhatott volna, ám végül csak egy keskeny sáv maradt osztrák kézen Troppau és Teschen körül.
- 1742. július 28. – végleges békekötés Berlinben, mely a Breslauban kötött előzetes béke megerősítése.

## Következmények
Szilézia nagy része a másfél éves háborúskodás után porosz kézre került, amibe Mária Terézia nem tudott belenyugodni. A területért 1744–45-ben újabb háborút, a második sziléziai háborút vívták.

## Fordítás
- Ez a szócikk részben vagy egészben  az   Erster Schlesischer Krieg című német Wikipédia-szócikk ezen változatának fordításán alapul.  Az eredeti cikk szerkesztőit annak laptörténete sorolja fel. Ez a jelzés csupán a megfogalmazás eredetét és a szerzői jogokat jelzi, nem szolgál a cikkben szereplő információk forrásmegjelöléseként.